# Austalis roederi
Austalis roederi är en tvåvingeart som först beskrevs av Ernst Evald Bergroth 1894.  Austalis roederi ingår i släktet Austalis och familjen blomflugor. Inga underarter finns listade i Catalogue of Life.